# 怒りの攻撃
怒りの攻撃（ツォルンハウ、ドイツ語: Zornhau）は、中世ドイツの伝説的剣術師範ヨハン・リーヒテナウエルの流派における、両手剣で使用する五種の基本的な防御技法の一つ。

## リーヒテナウエルの流派

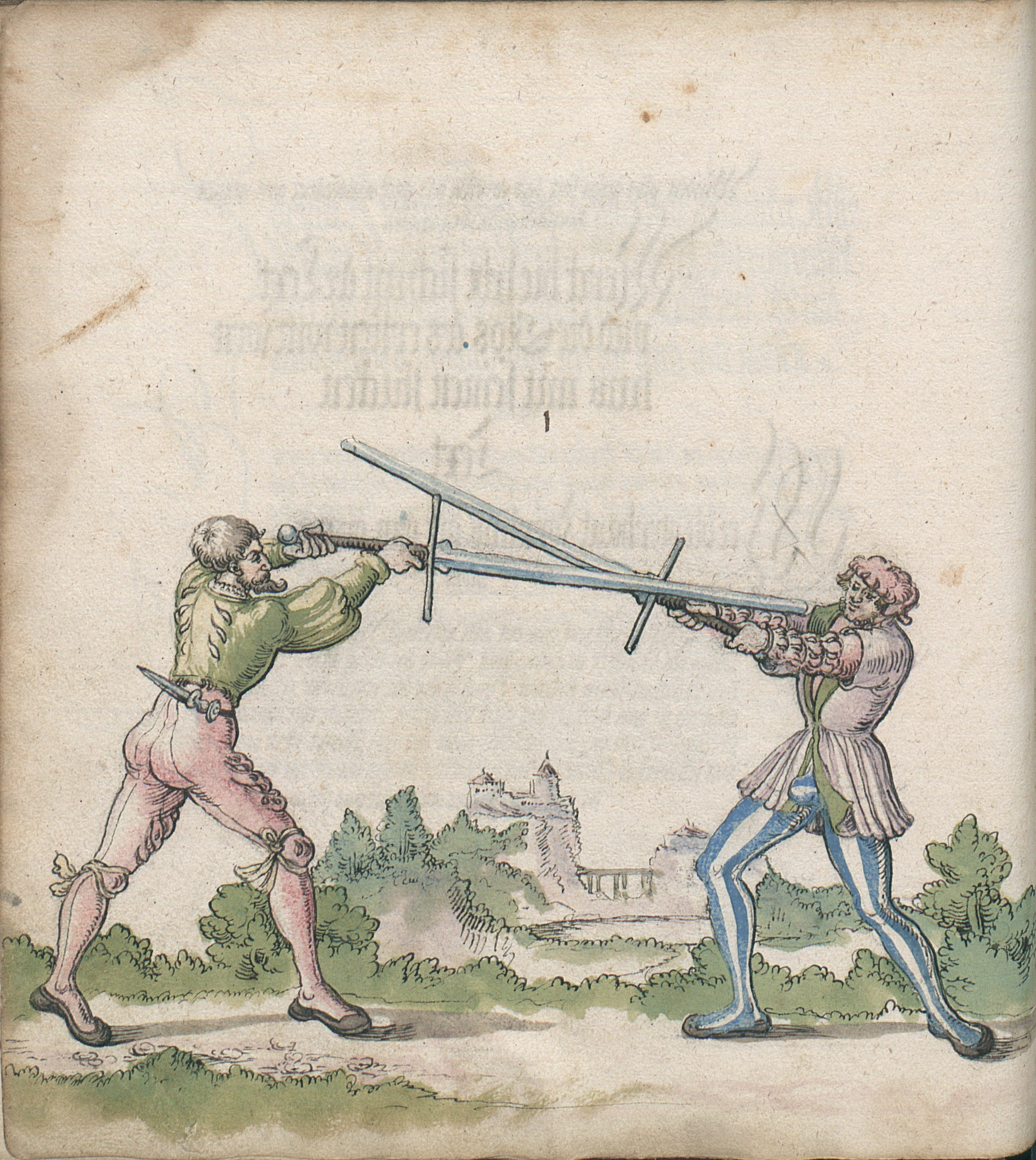
左側の剣士が〈怒りの攻撃〉で相手の〈上からの攻撃〉を制し、顔面に切っ先を突き付けている。イラスト写本『ゴリアテの剣術書』 (MS Germ.Quart.2020) より。

リーヒテナウエルの流派は、両手剣同士での戦いで用いる5種の基本的な防御技法を伝えていた。これらの技法のうち、
〈捻れの攻撃〉〈斜めの攻撃〉〈垂直の攻撃〉〈斜視の攻撃〉はそれぞれ〈牛の構え〉〈天の構え〉〈犂の構え〉〈柳の構え〉という構えを敵が取った場合の対抗手段であるが、この〈怒りの攻撃〉は敵が〈上からの攻撃〉 (oberhau) を仕掛けてきた際に行うものである。写本3227a (Nürnberger Handschrift GNM 3227a) に書き込まれた注釈によると、この〈怒りの攻撃〉そのものもまた〈上からの攻撃〉の一種である。
ヴィールシン(Martin Wierschin)の用語集では〈怒りの攻撃〉は「上からの攻撃。左右の肩越しに、体全体の力を用いて相手に一直線に実施する攻撃。」と定義されている。

## マルクス兄弟団の入団試験
剣士団体マルクス兄弟団の規約は、それぞれ異なる年のものが複数現存している。写本 Cod.I.6.2º.5 が所収する同団体の規約の内の一つ、1534年に制定され1536年に改定されたものは、他の年のものと比較して、入団試験に関して詳細な記述を行っている。これによると、入団試験には〈怒りの攻撃〉など各種の剣術の実演が含まれていたとされる。